# Docklands Light Railway
Docklands Light Railway (DLR) es un sistema de tren ligero que sirve a la recuperada zona de Docklands, en el este de la ciudad de Londres. La línea cubre la zona de Stratford en el norte, Greenwich y Lewisham en el sur, llega cerca del centro de la ciudad en su tramo oeste, y hacia el este cubre el resto de la zona de Docklands, el aeropuerto de Londres-City y Woolwich (actualmente North Woolwich). El DLR tiene vías separadas del resto de la red de metro, así como vehículos diferenciados, pero ambos sistemas comparten billetes y el DLR aparece en los mapas del metro como parte de la red.
Todos los trenes son controlados por ordenador y no tienen conductor. Un encargado en cada tren, llamado "passenger service agent" (PSA), se encarga de vigilar los vagones, comprobar los billetes, dar avisos y controlar las puertas. El PSA también puede conducir el tren en caso de fallo informático o de emergencia. En general, las estaciones en superficie no tienen personal, mientras que las estaciones bajo superficie sí lo pueden tener.
El funcionamiento y el mantenimiento del DLR corre a cargo de un consorcio privado desde 1997 bajo concurso de Transport for London. Durante 17 años, este contrato lo poseía el consorcio Serco Docklands Ltd, una compañía formada por Serco y el antiguo equipo de mantenimiento del DLR, pero su contrato finalizó en abril de 2013. A partir de entonces el contrato pasa a ser controlado por el consorcio KeolisAmey Docklands, la unión comercial entre Keolis y Amey Plc. La infraestructura pertenece a Docklands Light Railway Ltd, que es parte de la London Rail division de Transport for London.
El DLR está en constante ampliación y desarrollo debido a su gran utilización. En 2013 se contabilizaron 101,5 millones de pasajeros.

## Historia

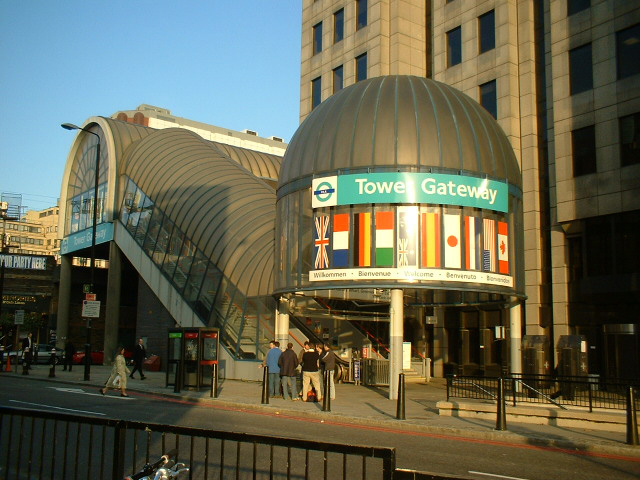
La estación Tower Gateway fue el enlace original del DLR con el centro de Londres.

### Inicios

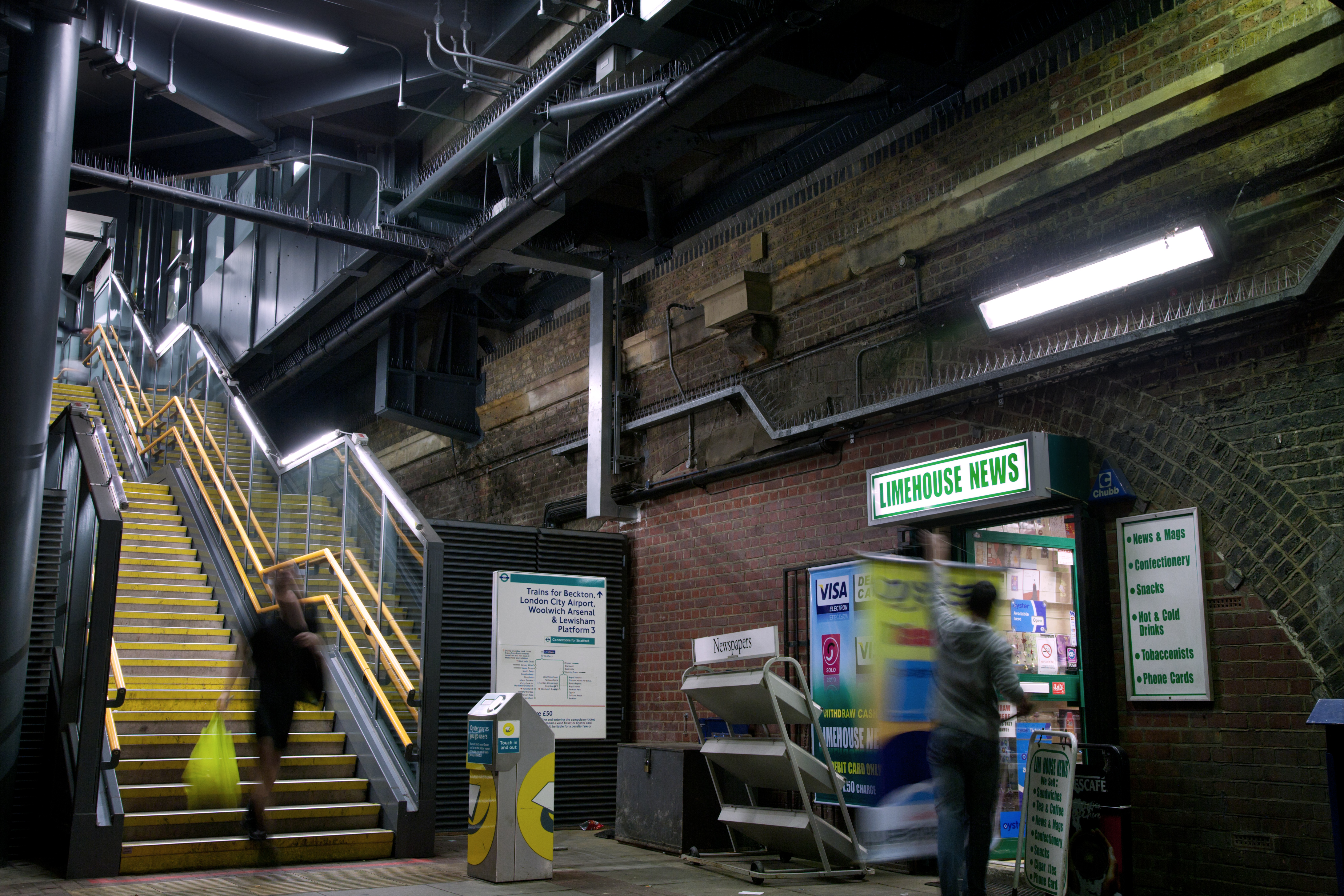
Estación de metro de Limehouse.

El DLR se concibió a principios de la década de 1980 por la London Docklands Development Corporation (LDDC) para ayudar a la regeneración de los muelles de Londres Este, en situación de abandono desde la década de 1960. La LDDC contó con poderes para hacerse con los terrenos y realizar la regeneración, efectuando expropiaciones cuando era necesario. Originalmente, el sistema de metro se planeó totalmente soterrado, con tres ramales que finalizaban en las estaciones de Tower Gateway, Stratford e Island Gardens. La línea conectaría Charing Cross con Woolwich Arsenal a través de Fenchurch Street, Surrey Docks, Isle of Dogs, North Greenwich y Custom House. La llegada de un gobierno de carácter conservador al poder el 4 de mayo de 1979 modificó estos planes, ya que se encargaron estudios sobre la viabilidad de la construcción de un tren ligero, significando el nacimiento del DLR.
La primera idea para el DLR consistía en usar un sistema similar al utilizado por las redes de tranvía más modernas, con catenaria superior, conducción manual y cruces en las calles. El LDDC, sin embargo, prefería emplear tecnologías modernas y evitar una catenaria aérea, por lo que apoyó el uso de un sistema con alimentación a través de un tercer raíl y conducción automática, pero con vehículos similares a los tranvías. La mayoría del trayecto se realizaría en pasos elevados, bien usando nuevos viaductos de hormigón, bien aprovechando antiguos viaductos del ferrocarril, junto con antiguos tramos de ferrocarril a nivel del suelo. Finalmente, la reina Isabel II inauguró el sistema el 31 de julio de 1987, abriéndose al público el 31 de agosto del mismo año.
El sistema contaba con trenes de poco peso y compuestos de un único vehículo; las estaciones estaban preparadas para vehículos así de cortos. Los tres ramales sumaban un total de 13 kilómetros. Estos tres ramales se unían cerca de Poplar, en un cruce con forma triangular. Los servicios ofertados unían Tower Gateway y Stratford con Island Gardens; la parte norte del cruce (que uniría Tower Gateway y Stratford) no se utilizaba para servicios de pasajeros.

### Primeras extensiones

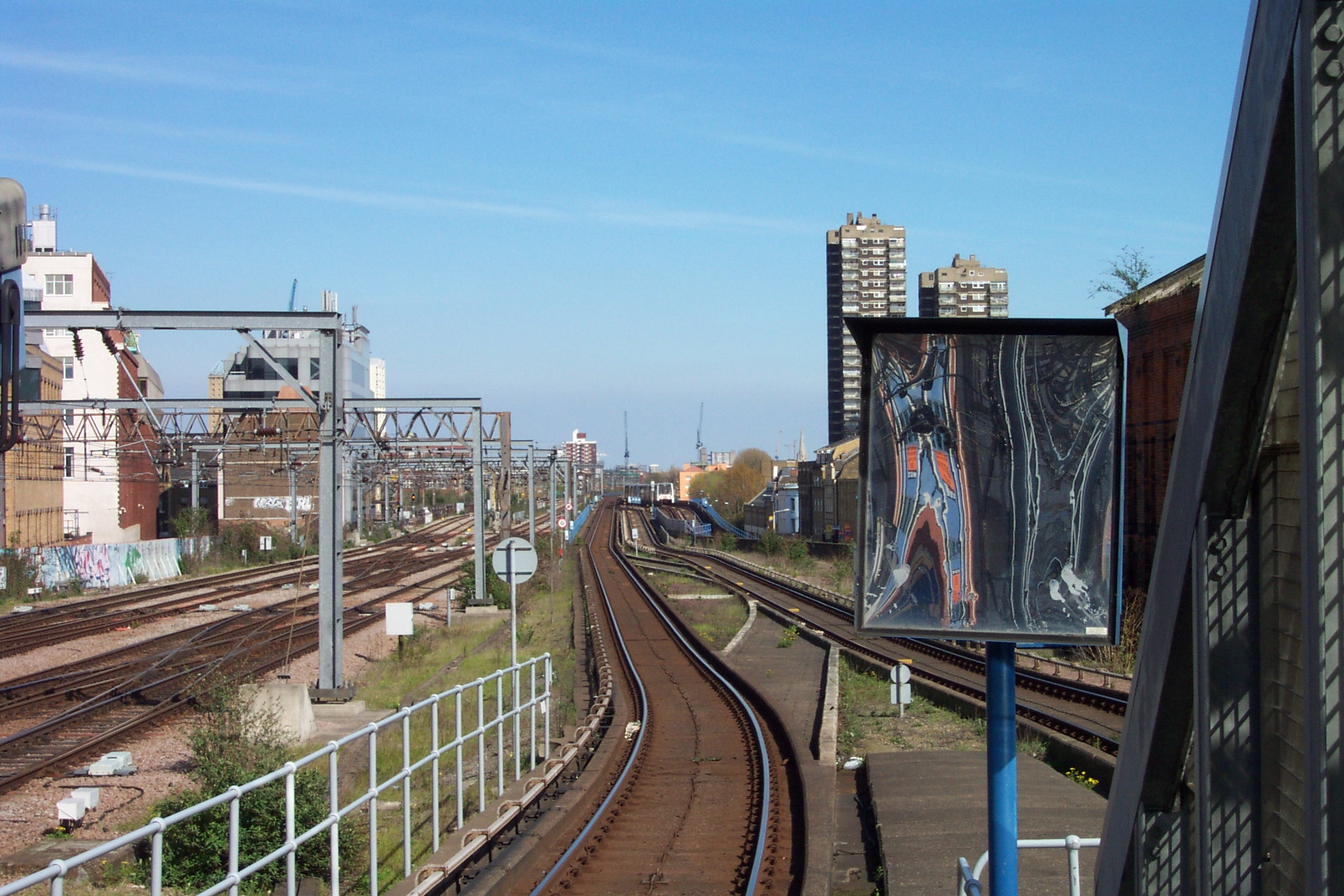
Vista hacia el este desde Tower Gateway; a la izquierda se aprecian las vías que llevan a la estación de tren de Fenchurch Street, en el centro se encuentran las vías originales del DLR, y a la derecha aparecen las vías del DLR procedentes de la estación Bank.

Pronto quedó claro que el sistema desarrollado resultaba insuficiente, al convertirse el área del Docklands en un gran centro financiero y de trabajo. A este hecho había que sumarle los problemas como estación término de Tower Gateway, demasiado apartada de la City y con deficientes conexiones.
En respuesta a estos problemas, todos los trenes se ampliaron a dos coches. Los andenes de todas las estaciones fueron agrandados para albergar estos trenes más largos. La red se amplió con un túnel que accedía a la estación Bank, en pleno corazón de la City, en 1991. Esta extensión partía del ramal oeste y no llegaba a cruzar la estación Tower Gateway, la cual quedó apartada. Estos cambios hicieron que la flota original de trenes quedara obsoleta, debido a que los vehículos no podían reutilizarse en ningún otro tramo subterráneo del metro.
A su vez, se planteó la necesidad de mejorar los transportes en la zona este del Docklands para así potenciar su desarrollo. Esto llevó a la construcción de un cuarto ramal, que partía de Poplar, pasaba por Canning Town y llegaba hasta Beckton, atravesando la zona norte del complejo Royal Docks. Debido a esta nueva extensión, una parte del cruce en triángulo existente en Poplar fue sustituido por un cruce a diferente nivel al oeste, además de crear un nuevo cruce a diferente nivel al este de Poplar, en el punto donde los ramales de Stratford y Beckton se separaban. La estación de Poplar se rediseñó para permitir intercambios entre los trenes de Stratford y de Beckton en el mismo andén.
El crecimiento del complejo de oficinas del Canary Wharf llevó al rediseño de su estación, la cual pasó de ser una pequeña estación de paso en la línea a convertirse en un gran complejo con seis andenes que daban servicio a tres vías bajo un gran techado, y completamente integrados con los comercios existentes bajo los rascacielos. La estación, tal como había sido diseñada originalmente, nunca fue acabada.
Tras convertirse el Canary Wharf en un importante centro financiero y de empleo, la siguiente demanda implicó mejorar las conexiones con las áreas residenciales en la zona sureste de Londres. Por ello, el DLR se amplió desde Island Gardens hasta Greenwich a través de un túnel bajo el río Támesis, continuando por una ruta paralela al Deptford Creek (tramo final del río Ravensbourne) hasta alcanzar la estación de ferrocarril de Lewisham, donde los viajeros pueden realizar un intercambio con trayectos en ferrocarril. Además de permitir dos nuevos intercambios con la red de ferrocarril (en Greenwich y Lewisham), esta ampliación también permite acceder al área turística de Greenwich, utilizando esa misma parada o la cercana parada de Cutty Sark.
El 2 de diciembre de 2005 se abrió un nuevo ramal hacia el este, el cual partía de Canning Town y alcanzaba la estación King George V, a través del aeropuerto de Londres-City, recorriendo el lado sur del complejo Royal Docks.

## Situación actual

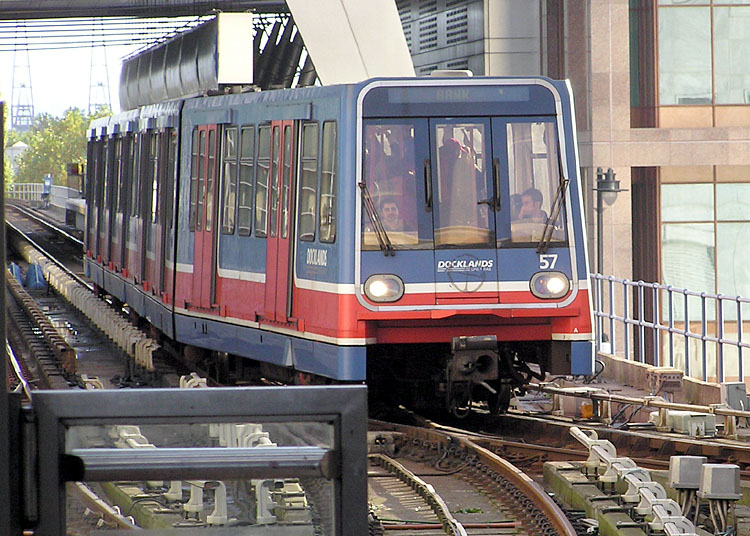
Un tren del DLR accede a la estación de Canary Wharf desde el sur.

Actualmente, el DLR cuenta con 31 kilómetros de vías. Existen 5 ramales, partiendo desde Poplar, que alcanzan Lewinsham en el sur, Stratford en el norte, Beckton y King George V en el este, y hacia el oeste se divide el servicio hasta las estaciones de Bank y Tower Gateway, en el centro de la ciudad. Aunque la forma de la red permite multitud de combinaciones para las rutas, actualmente solo se operan las siguientes cuatro:
- Bank a Lewisham
- Tower Gateway a Beckton
- Stratford a Lewisham
- Bank a King George V

Algunos de los trenes procedentes de Stratford dan la vuelta en la estación Crossharbour and London Arena, en lugar de alcanzar la estación término de Lewisham. Asimismo, algunos trenes parten de Tower Gateway y llegan hasta Crossharbour y Lewisham. Todos los trenes dan servicio a todas las estaciones a lo largo de las diferentes rutas.
Los ramales norte y sur acaban en las estaciones de Stratford y Lewisham, respectivamente, donde se pueden realizar intercambios con el sistema del National Rail. Asimismo, en Limehouse y en Greenwich también pueden realizarse intercambios con el National Rail.

### Estaciones

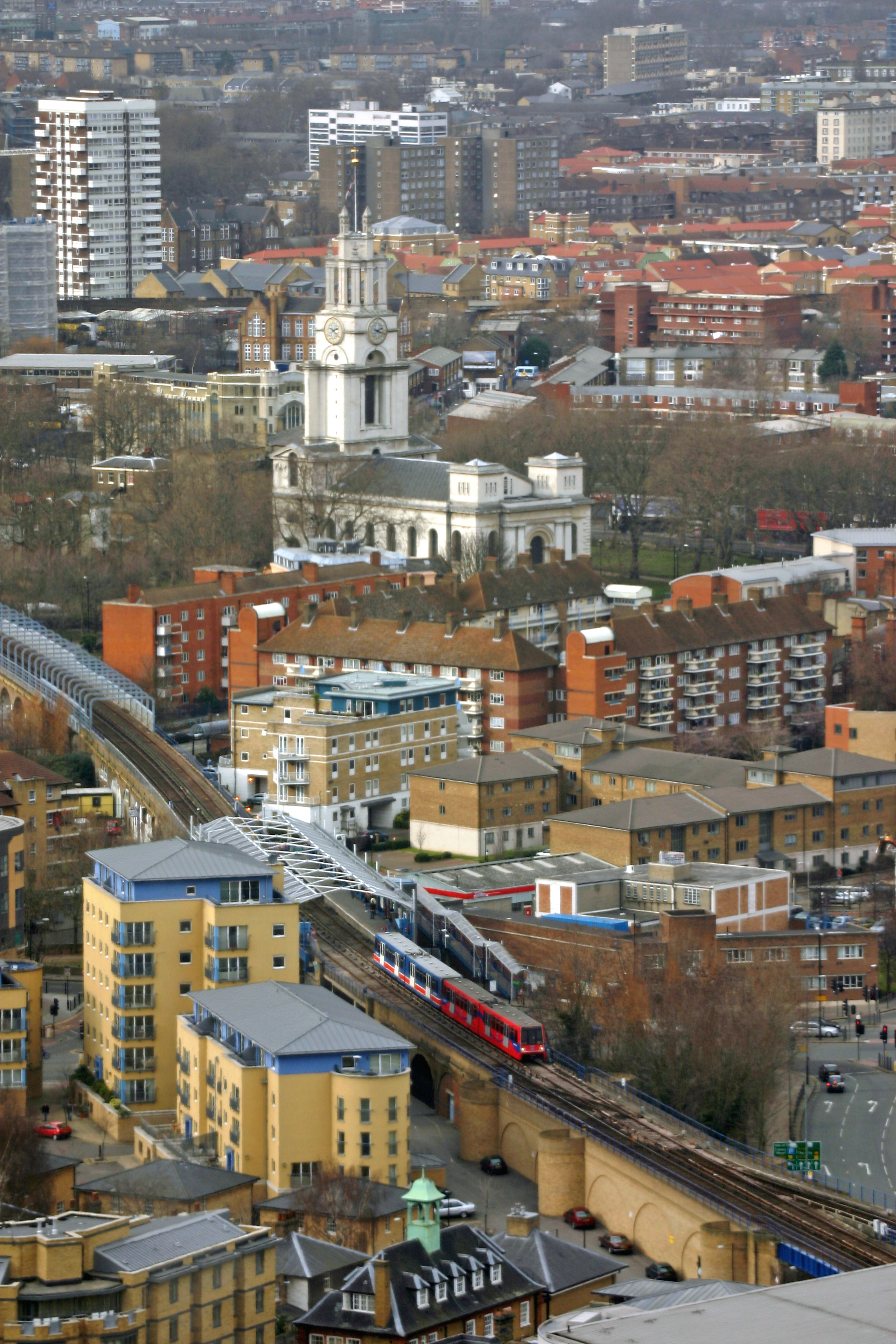
Un tren con dirección este abandona la estación Westferry.

Estaciones en dirección este-oeste.

#### Ramal Bank (abierto en 1991)
- Término: Bank, en el centro de la ciudad.

#### Ramal Tower Gateway
- Término: Tower Gateway, en el entorno de la Torre de Londres.

#### Sección intermedia
- Shadwell (los ramales hacia Tower Gateway y Bank se separan al este de Shadwell)
- Limehouse
- Westferry
- Poplar
- Blackwall
- East India
- Canning Town

En Canning Town la línea se divide en dos ramales de vía única, hacia Beckton (abierto en 1994) y hacia King George V pasando por el aeropuerto de Londres-City (abierto en 2005).

#### Ramal Beckton
- Royal Victoria
- Custom House
- Prince Regent
- Royal Albert
- Beckton Park
- Cyprus
- Gallions Reach
- Término: Beckton

#### Ramal Aeropuerto de Londres-City
- West Silvertown
- Pontoon Dock
- London City Airport
- King George V
- Término: Woolwich Arsenal

#### Estaciones en los ramales norte y sur
Estaciones en dirección norte-sur.
- Término: Stratford
- Pudding Mill Lane
- Bow Church
- Devons Road
- Langdon Park (apertura prevista a finales de 2007)
- All Saints
- Poplar

Los trenes con dirección sur procedentes de Bank o de Tower Gateway se unen a la línea en este punto.
- West India Quay
- Canary Wharf
- Heron Quays
- South Quay
- Crossharbour and London Arena
- Mudchute
- Island Gardens
- Cutty Sark
- Greenwich
- Deptford Bridge
- Elverson Road
- Término: Lewisham

#### Estaciones cerradas
- Mudchute (trasladada a otro sitio)
- Island Gardens (trasladada a otro sitio y convertida a estación subterránea)
- Heron Quays (trasladada a otro sitio)

Muchas de las estaciones están a cierta altura, quedando solo unas pocas a nivel del suelo o bajo tierra. El acceso a los andenes se realiza por escaleras, existiendo pocas escaleras mecánicas. Desde el año 2000, todas las estaciones del DLR cuentan con ascensores o con rampas, mejorando la accesibilidad para las personas con movilidad reducida. Los andenes son amplios y están al mismo nivel que los trenes, permitiendo así un acceso fácil a los vehículos para las personas con movilidad reducida.
El diseño de las estaciones se corresponde con un diseño modular planteado para el proyecto inicial. Este diseño utiliza dos andenes laterales, con acceso diferenciado desde el exterior, y mobiliario con formas redondeadas. Casi ninguna estación cuenta con personal, aunque por motivos legales las tres estaciones bajo tierra (Bank, Island Gardens y Cutty Sark) sí disponen de personal, al igual que algunas de las estaciones de intercambio más frecuentadas.

### Tarifas y billetes
Los billetes vendidos para el DLR, tanto sencillos como de ida y vuelta, forman parte de las zonas de tarificación del Metro, y las tarjetas Travelcard son perfectamente válidas en el sistema.
Además, el DLR cuenta con billetes exclusivos, los 'Rover', válidos para un día o para un período concreto, así como el 'Rail and River Rover', válido para un día, y que permite utilizar el DLR y los barcos que realizan cruceros por el río. La tarjeta prepago Oyster igualmente es válida en el sistema; los pasajeros deben validarla al entrar y al salir de los andenes, o bien pasar por puertas automáticas en las estaciones así preparadas.
Los billetes pueden obtenerse de las máquinas automáticas a la entrada de los andenes, y son necesarias antes de acceder al andén. No hay barreras de control en las estaciones, por lo que el Passenger Service Agent que hay dentro de cada tren se encargará de comprobar que el billete sea el correcto. Las únicas excepciones son las estaciones Bank, Canning Town y Stratford, donde los andenes del DLR están detrás de una barrera de control perteneciente a la red de Metro o a la red del National Rail.
El sistema es utilizado por unos 100.000 pasajeros al día, y por más de 60 millones al año.

## Vehículos

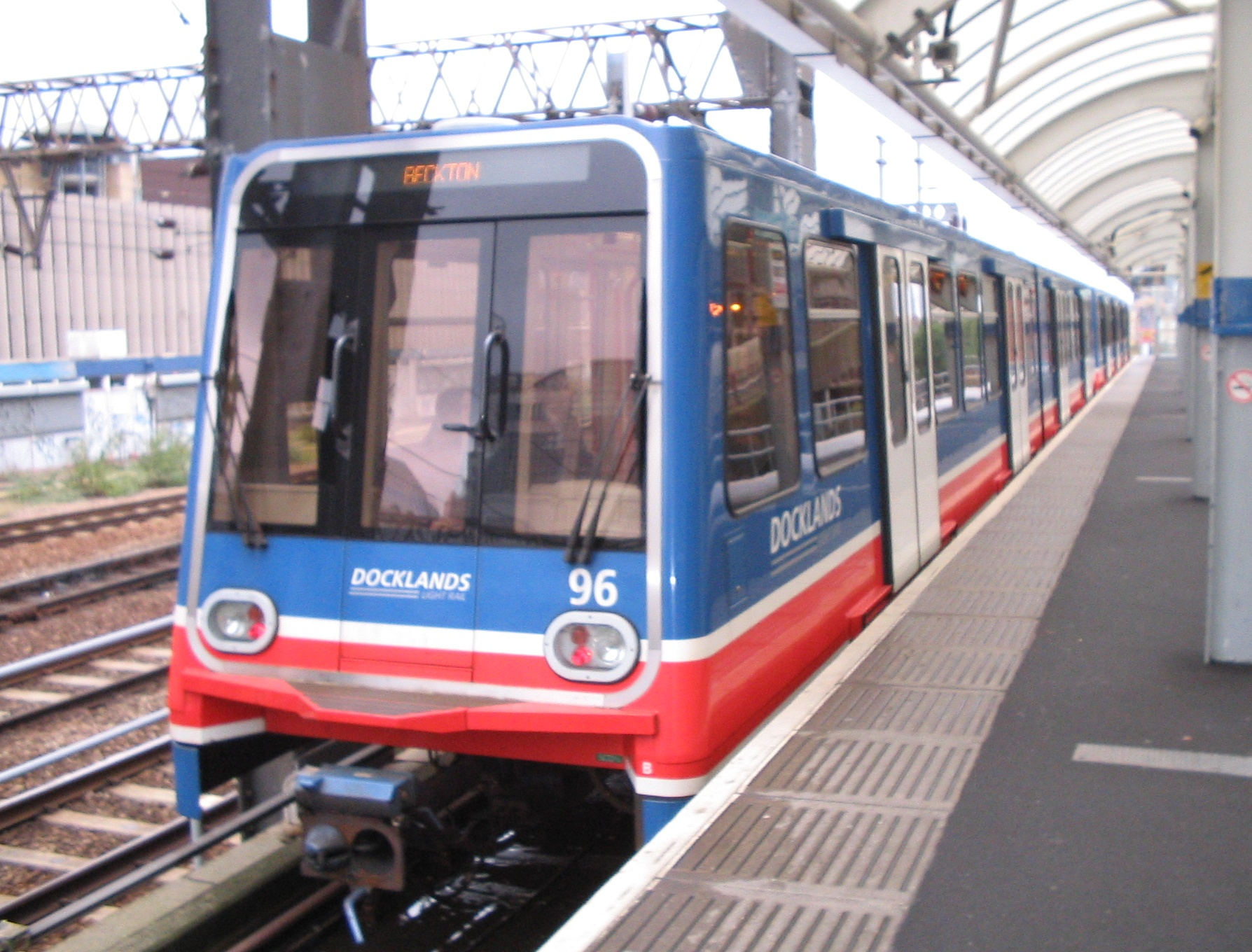
Un tren del DLR encabezado por un vehículo de la serie B2K, en la estación Tower Gateway.

El DLR es operado por vehículos de planta alta, bidirecciones y articulados, con cuatro puertas en cada lado. Cada tren se compone de dos vehículos. Los trenes no tienen cabina de conductor, aunque sí tienen una pequeña consola de control en los extremos, desde donde el Passenger Service Agent puede controlar el vehículo en caso de emergencia. Otras consolas, junto al mecanismo de apertura de las puertas, permiten al PSA controlar el cierre de las puertas y dar avisos. Debido a que no existe conductor, los trenes permiten una excelente vista frontal o trasera a los pasajeros, algo imposible en el resto de la red de Metro. La velocidad máxima que desarrollan es de 80 km/h (50 mph).
A pesar de tener planta alta y un alto índice de automatización, los trenes se desarrollaron a partir de un diseño alemán para un tren ligero proyectado para ser utilizado a nivel de calle. Aunque todos los trenes de la red muestran un aspecto similar, provienen de diferentes diseños, algunos aún en servicio y otros vendidos a diferentes operadores. Se planea introducir un nuevo tipo de tren, con un diseño diferente, a lo largo del año 2007.

## Tecnología de señalización
El sistema original de señalización utilizado en el DLR fue sustituido a principios de la década de 1990 por un sistema más moderno desarrollado por Alcatel, llamado SelTrac. Este sistema también se utiliza en otras redes de transporte, como SkyTrain (Vancouver), Municipal Railroad en San Francisco (MUNI) y el sistema de transporte de Hong Kong. Las transmisiones se realizan entre el ordenador de a borde del tren y el centro de control de Poplar. Si el enlace se rompe, el tren se detiene automáticamente hasta que recibe orden de volver a ponerse en marcha. Si el sistema entero falla, el tren viaja solo a 12 mph (20 km/h) hasta que el sistema vuelve a funcionar. Además, los frenos de emergencia se activan si el tren supera el límite de velocidad durante el control manual, o si el tren abandona la estación sin haber establecido su ruta.

## Planes futuros
Debido al desarrollo de la zona de los Docklands, dentro del plan llamado 'Thames Gateway', y a la adjudicación de los Juegos Olímpicos de 2012 a Londres, varios proyectos de expansión y mejora de la red están en construcción, proyecto o diseño. A continuación se mencionan los proyectos:

### Nuevos andenes en Stratford
Estado - En funcionamiento
El DLR solo dispone de un andén en la estación de Stratford, lo que limita su capacidad y las posibilidades de intercambio. Hay nuevos andenes en construcción y se espera su apertura en 2007. La primera será abierta en enero de 2007, coincidiendo con el desmantelamiento del andén antiguo. Sin embargo, aunque la parte principal del trabajo está completada, todavía quedan muchas cosas por hacer, por lo que la apertura completa de la estación, prevista para la primavera de 2007, podría retrasarse.

### Extensión a Woolwich Arsenal
Estado - En funcionamiento
Se encuentra en construcción una extensión del ramal del aeropuerto de Londres-City desde la estación King George V hasta la estación de ferrocarril de Woolwich Arsenal. Esto requiere la construcción de un segundo túnel bajo el río Támesis. Se espera que el enorme coste de las obras (150 millones de libras) se financie a través de la iniciativa privada. La construcción se inició en junio de 2005, la maquinaria para la construcción de túneles entró en junio de 2006, y se espera la finalización en febrero de 2009.

### Estación de Langdon Park
Estado - En funcionamiento
Se ha aprobado el proyecto de construcción de una estación en Langdon Park, entre las estaciones de All Saints y Devons Road. El contratista ya ha sido seleccionado, y la construcción dio comienzo el 17 de noviembre de 2006. Se espera que la estación pueda abrirse al público a finales del año 2007. Durante las obras, es posible que los servicios entre Poplar y Stratford sean suspendidos, o bien solo lleguen hasta All Saints.

### Mejora de la sección Bank - Lewisham para albergar trenes de 3 coches
Estado - Concedida licencia de obras y financiación
Se ha aprobado una mejora de la línea entre las estaciones Bank y Lewisham para permitir que las estaciones admitan trenes compuestos de 3 coches, aumentando así la capacidad de pasajeros. Aunque otra opción era aumentar la frecuencia de los trenes, se concluyó que para ello era necesario modificar la señalización, algo que implica un gasto similar a utilizar trenes más largos, pero con menores beneficios
Se planea realizar el trabajo entre los años 2007 y 2009. Ese trabajo implicará alargar los andenes de la mayoría de las estaciones (excepto Bank), junto con refuerzos en los viaductos para soportar los trenes más largos. La mayoría de las estructuras de esta sección pertenecen al sistema inicial del DLR, diseñados para trenes de un solo coche.
La estación South Quarry será desplazada, ya que las curvas precedentes impiden la ampliación de los andenes. Por otro lado, la estación subterránea Cutty Sark no será ampliada a causa del coste y por la existencia de edificios históricos cercanos. Por ello, se utilizará un sistema selectivo de apertura de puertas en esa estación, algo ya aprobado por el organismo de seguridad Railway Inspectorate.

#### Otras estaciones afectadas
Otras dos estaciones están incluidas en el proyecto, a pesar de no estar en la ruta entre Bank y Lewisham, para mejorar sus operaciones. Por un lado, la estación Poplar ya ha sido ampliada, lo que ha permitido comprobar que el método constructivo seleccionado resulta satisfactorio antes de utilizarlo en el resto de estaciones. Por otro lado, la estación Tower Gateway será transformada de la actual configuración de dos vías a otra de una sola vía pero con un andén más largo. Sin embargo, los planes exactos para esta estación aún están en estudio.

### Extensión Stratford International / Conversión de la línea North London
Estado - En obras el primero de tres contratos
El 25 de octubre de 2006, se concedió permiso para la construcción de la extensión desde Canning Town a la nueva estación Stratford International, tomando parte de la infraestructura de la línea North London (la cual cerró el 9 de diciembre de 2006). De este modo, se logrará unir el área de los Docklands con los servicios domésticos y con los servicios de alta velocidad a través del Channel Tunnel Rail Link (un proyecto para unir por alta velocidad Londres con el extremo británico del Eurotúnel).
Se van a construir cuatro nuevas estaciones: Star Lane (anteriormente conocida como Cody Road), Abbey Road, Stratford High Street (anteriormente conocida como Stratford Market) y Stratford International. Además, el ramal servirá a estaciones del metro y del National Rail en West Ham y en Stratford. Todas las estaciones estarán preparadas para trenes de tres coches. La línea North London terminará en Stratford en unos nuevos andenes.
Además, como parte de la llamada "Transport & Works Act", la estación Royal Victoria, en el ramal Beckton, será ampliada para acomodar trenes de tres coches. Además, se añadirá un tercer andén, el cual se tomará directamente de la sección abandonada de la línea North London, que corre paralela a la estación.
La apertura de esta extensión está prevista para el año 2010, formando así parte de las mejoras de transporte previstas para los Juegos Olímpicos de 2012, los cuales tendrán la zona cercana a Stratford International como uno de los lugares más importantes. El primer contrato para la construcción de la extensión se firmó el 10 de enero de 2007.

### Ampliación del resto de la red para admitir trenes de 3 coches
Estado - Aprobada la Transport & Works Act
Una vez que el trabajo de ampliación a trenes de 3 coches de la línea entre las estaciones de Bank y Lewisham haya finalizado, los tramos entre Poplar y Stratford, así como entre Poplar y Beckton, quedarán como las únicas secciones de la red sin ampliar. Por ello, existe un proyecto para ampliar estas secciones,a realizar principalmente entre los años 2008 y 2010.
Dentro del proyecto se incluye la mejora de la unión norte de la estación West India Quay, lo cual permitiría excluir dicha estación en los servicios entre Bank y Lewisham. Además, se podrían crear servicios desde Beckton y Woolwich, con terminación en Canary Wharf o Lewisham.

### Extensión Barking Riverside
Estado - Fase de consultoría; planeado para 2016
Se propone una extensión de la línea desde Gallions Reach hasta Dagenham Dock por la margen del río en la zona de Barking. De ese modo, se conectaría el área de Barking Reach (una antigua zona industrial en una fase de rediseño) con el Docklands. De este modo, se apoyaría el desarrollo de Creekmouth, Barking Riverside y Dagenham Dock Opportunity Area. Hay cinco estaciones planeadas en Beckton Riverside, Creekmouth, Barking Riverside, Dagenham Vale y Dagenham Dock.
En el documento de la consultoría se propone iniciar las obras en 2011 y que la apertura de la extensión se realice en 2016. Ken Livingstone, alcalde de Londres, espera que la extensión esté preparada para los Juegos Olímpicos de 2012; sin embargo, la fase de consultoría apenas acaba de empezar. Además, debido a la gran demanda de construcción para los Juegos Olímpicos, es poco probable que los trabajos en la extensión puedan comenzar antes de 2012.

### Estación Thames Wharf
Estado - Propuesta
Esta estación se ha incluido como parte del desarrollo potencial futuro de la extensión London City Airport. Su situación estará entre las estaciones de Canning Town y West Silvertown, al oeste del extremo oeste del Royal Victoria Dock. Aunque la estación dará servicio a la zona (compuesta de antiguas industrias y solares industriales en desuso) cuando sea regenerada, el desarrollo permanece suspendido hasta que se realice el Silvertown Link, un nuevo paso bajo el Támesis previsto para el año 2015.

### Estación IntercambiadorConnaught Road/Silvertown
Estado - Propuesta
Un lugar cerca del London City Airport ha sido identificado como una posible estación adicional sobre la extensión del London City Airport. Esto sería un intercambio posible con Crossrail, entre el London City Airport y el Muelle de Pontón(Pontooon Dock). Sin embargo, ningún proyecto ha surgido en cuanto a cuando esta estación debe ser planificada y construida. La extensión original fue diseñada para permitir que una estación fuese construida aquí. Puede ser localizado el sur del Cruce de Connaught.

### Extensión a Charing Cross
Estado - Propuesta - 2026
En febrero de 2006 una propuesta para extender el DLR a Charing Cross (circulando desde el ramal de Bank o el de Tower Gateway) ha sido revelada. La idea, originada a partir de un "Horizon Study" del DLR, está en la primera etapa en este momento, pero involucraría extender la línea a partir de túneles perforados bajo Central London hacia los andenes de Charing Cross en la línea Jubilee, lo que podría ser reintroducido al uso público. Esos andenes están en un ramal que ramifica la actual Jubilee line y no son utilizados por trenes de pasajeros.
Aunque no está confirmado, es posible que el plan utilizara también los túneles existentes entre los andenes de Charing Cross de la línea Jubilee y una ubicación ligeramente al oeste de Aldwych. Esos túneles estaban destinados a ser incorporados en la abandonada Fase 2 de la Fleet Line (la Fase 1 llegó a ser la línea Jubilee original, anterior a la Jubilee Line Extension). Sin embargo, necesitarían un aumento porque el ancho de vía del DLR es más grande que el ancho de vía del metro (tube) y las regulaciones de seguridad modernas requeriría casi definitivamente una pasarela peatonal que se proporcionará en el túnel.
Las dos razones que impulsan la propuesta son los problemas de capacidad en Bank, teniendo básicamente una conexión entre el DLR y la porción central del Underground, y los viajes difíciles afrontados por pasajeros de Kent and South Coast entre sus terminales ferroviarias y el DLR. Las estaciones estarían posiblemente en St Paul's Cathedral, con conexiones de metro hacia Millennium Bridge, City Thameslink y Aldwych, para una futura conexión con el Cross River Tram y Charing Cross.

### Trabajos contingentes en Crossrail
Estado - Propuesta
Si Crossrail se aprueba, un segmento de vía entre Bow Church y Stratford tendría que ser trasladado al sur. La oportunidad se tomaría entonces para doblar la vía completamente y eliminar el único sector significante de vía simple en el sistema.
Las proyecciones actuales de ruta para Crossrail conllevan conexiones con el DLR en Custom House, Stratford, y la provisión para conexiones en West India Quay (con la estación de Isle of Dogs en Crossrail) y London City Airport (con la estación de Silvertown en Crossrail). Otra opción podría ser proveer una conexión con una nueva posible estación en el DLR.

### Extensión Lewisham a Catford
Estado - Propuesta - 2026
Esta extensión fue vista durante el último Horizon Study. La ruta seguiría la línea Southeastern y terminaría entre las estaciones de Catford y Catford Bridge. Sin embargo, los primeros planes mostraban problemas debido a que la estación de DLR de Lewisham está marginalmente más alta que la concurrida carretera A20, lo que impide cualquier extensión propuesta. No obstante, el plan está siendo revisado.